# Free Radio Network
 Free Radio Network  (FRN) is een systeem dat het mogelijk maakt met behulp van een radiozendontvanger of een losse radiozender en radio-ontvanger afhankelijk van de gewenste configuratie, zoals die gebruikt worden voor spraakcommunicatie, te koppelen aan internet.
Een radio die gekoppeld is aan dit netwerk wordt een VoIP-gateway genoemd.
Hierdoor wordt het bereik van bijvoorbeeld twee mobiele radiostations vergroot.
Dit komt doordat de communicatie gedeeltelijk via internet van de ene gateway naar de andere gateway(s) gestuurd wordt, welke op hun beurt de spraak weer uitzenden.
Daarnaast is het ook mogelijk om direct zonder gebruik van radio's via de computer deel te nemen aan het netwerk en zodoende te communiceren met vaste en mobiele radiostations.